# Kataloniens demokratiska parti
Kataloniens demokratiska parti (Partit Demòcrata Europeu Català, PDeCAT eller PDECat)  är ett politiskt parti i Katalonien, Spanien. Det strävar efter en självständig stat och är medlem i Alliansen liberaler och demokrater för Europa. Partiet bildades den 10 juli 2016 som efterträdare till partiet CDC. Dess partiledare är Artur Mas.
Partimedlemmen Carles Puigdemont var Kataloniens regionpresident fram till den 27 oktober 2017 då han avsattes av Spaniens premiärminister Mariano Rajoy. Puigdemont tog därefter sin tillflykt till Bryssel, varifrån han ledde partiets valkampanj inför regionvalet den 21 december. 